# 연다빈
연다빈(1990년 5월 25일 ~ )은 대한민국의 레이싱 모델이다.  키 174 몸무게 52

## 경력

### 레이싱모델 경력
- 2014년 - 로스트사가 월드챔피언십 모델
- 2013년 - 페라리 챌린지 레이스 레이싱모델
- 2013년 - 아시안 르망 시리즈 르망 레이싱모델
- 2013년 - 서울오토살롱 포칼 레이싱모델
- 2013년 - 서울오토살롱 바이퍼 레이싱모델
- 2013년 - 대구 스트리트 모터페스티벌 레이싱모델
- 2013년 - 서울모터쇼 인피니티 레이싱모델
- 2012년 - 코리아 스쿠터 레이스 챔피언십 레이싱모델
- 2012년 - 기아자동차 사랑나눔 페스티발 레이싱모델
- 2012년 - 서울오토살롱 맥과이어스 레이싱모델
- 2012년 - 서울오토살롱 미스디카 레이싱모델
- 2012년 - 부산국제모터쇼 르노삼성 레이싱모델

## 수상
- 2015년 - 제4회 한국 레이싱모델 어워즈 올해의 모터쇼 최우수모델상
- 2014년 - 슈퍼레이스 레이싱 모델 콘테스트 대상